# Thomas Eggensperger
Thomas Eggensperger OP (* 31. Mai 1963 in Wien) ist ein deutscher katholischer Theologe und Hochschullehrer.

## Leben
Er wuchs in Ludwigsburg auf. Eggensperger besuchte von 1969 bis 1973 die Pestalozzi-Grundschule Ludwigsburg und von 1973 bis 1982 das Friedrich-Schiller-Gymnasium Ludwigsburg. Nach dem Abitur 1982 trat er in den Dominikanerorden ein und absolvierte von 1982 bis 1983 das Noviziat in Warburg. Von 1983 bis 1988 studierte er Theologie an der Universität Bonn, wo er den Abschluss als Diplom-Theologe erwarb. Von 1991 bis 2000 entwickelte und führte er das Pastoralprojekts Offene Kirche der Dominikaner an Sankt Andreas – City-Seelsorge in Düsseldorf durch. Von 1988 bis 1991 studierte er Philosophie, Spanisch und katholische Religion an der Universität zu Köln, wo er den Abschluss Magister erwarb. Seit 1996 ist er Hauptschriftleiter der theologischen Zeitschrift Wort und Antwort. 2000 wurde er an der Theologischen Fakultät der Universität Fribourg zum Dr. theol. promoviert. Von 2000 bis 2005 war er Directeur Général des Institut Espaces – spiritualités, cultures et société en Europe in Brüssel.
Von 2000 bis 2006 war er Studienregens der Dominikaner von Belgien-Süd. Seit 2001 leitet er als Direktor das Institut M.-Dominique Chenu in Berlin. An der FU Berlin lehrte er von 2002 bis 2007 als Lehrbeauftragter (Theologie). Seit 2003 ist er Geistlicher Beirat des Katholischen Akademischen Ausländerdienstes. Seit 2006 ist er Mitglied des Beirats des Forum 46 – Interdisziplinäres Forum für Europa. Seit 2007 lehrt er als Lehrbeauftragter an der Universität Potsdam (Religionswissenschaft, LER). Von 2007 bis 2009 war er Geistlicher Beirat des Gordian Kreis Leipzig im Cartell Rupert Mayer. Von 2008 bis 2010 war er Lehrbeauftragter im Institut für Kirche, Management und Spiritualität (IKMS) an der PTH Münster. Für die 3. Europäische Ökumenische Versammlung (Sibiu) war er 2007 Delegierter der Deutschen Bischofskonferenz. Seit 2007 lehrt er an der PTH Münster Sozialethik und Sozialwissenschaften. Seit 2009 ist er Mitglied der Fachbeirats der Zeitschrift Ciencia Tomista. Seit 2009 ist er Direktor der Bibliothek St. Albertus Magnus an der Erzbischöflichen Diözesan- und Dombibliothek Köln. Seit 2010 ist er Mitglied der Kath. Arbeitsgemeinschaft für Freizeit und Tourismus (KAFT) der Deutschen Bischofskonferenz. Seit 2013 ist er Mitglied der Assemblée Génerale des „Patrimoine de l’Institut International des Sciences Théoriques“ (PIIST). Seit 2016 koordiniert er den Wissenschaftsverbund Albertus Magnus. Seit 2018 lehrt er zusätzlich an der Katholischen Universität Eichstätt und an der Universität Hannover. Seit 2020 ist er Schriftleiter der „Deutschen Thomas-Ausgabe“ (die deutsch-lateinische Ausgabe der Summa theologiae des Thomas von Aquin).

## Schriften (Auswahl)
- als Herausgeber: Versöhnung. Versuche zu ihrer Geschichte und Zukunft. Festschrift für Paulus Engelhardt OP (= Walberberger Studien der Albertus-Magnus-Akademie. Philosophische Reihe. Band 8).  Matthias-Grünewald-Verlag, Mainz 1991, ISBN 3-7867-1539-4.
- mit Ulrich Engel: Bartolomé de las Casas. Dominikaner – Bischof – Verteidiger der Indios (= Topos-Taschenbücher. Band 207). Matthias-Grünewald-Verlag, Mainz 1991, ISBN 3-7867-1547-5.
  - mit Ulrich Engel: Bartolomé de las Casas. Dominikaner – Bischof – Verteidiger der Indios (= Topos-Taschenbücher. Band 207). 2. Auflage, Matthias-Grünewald-Verlag, Mainz 1992, ISBN 3-7867-1547-5.
  - als Carlo Spoor (Übersetzer) mit Ulrich Engel: Bartolomé de las Casas. Bisschop, politicus, Dominicaan. Altiora/Kok, Kampen/Averbode 1992, ISBN 90-317-0964-6.
- mit Ulrich Engel: Frauen und Männer im Dominikanerorden. Geschichte – Spiritualität – aktuelle Projekte (= Topos-Taschenbücher. Band 223). Matthias-Grünewald-Verlag, Mainz 1992, ISBN 3-7867-1660-9.
  - als Marija Matošić und Vjekoslav Lasić (Übersetzer) mit Ulrich Engel: Dominikanci u svijetu i na hrvatskim prostorima. Povijest – duhovnost – aktualni projekti (= Biblioteka Dominikanska baština. Band 2). Dominikanska Naklada Istina, Zagreb 2003, ISBN 953-6814-08-0.
- als Herausgeber mit Ulrich Engel: Wahrheit. Recherchen zwischen Hochscholastik und Postmoderne (= Walberberger Studien der Albertus-Magnus-Akademie. Philosophische Reihe. Band 9). Matthias-Grünewald-Verlag, Mainz 1995, ISBN 3-7867-1834-2.
- als Herausgeber mit Ulrich Engel: Dies soll euch zum Zeichen sein ... Advents- und Weihnachtspredigten aus dem Dominikanerkloster Düsseldorf. Triltsch, Düsseldorf 2000, ISBN 3-7998-0082-4.
  - als Marija Matošić und Vjekoslav Lasić (Übersetzer) als Herausgeber mit Ulrich Engel: Po tem znamenju ga boste spoznali ... adventne in božične pridige iz dominikanskega samostana v Düsseldorfu. Društvo Znamenje, Petrovče 2004, ISBN 961-90220-7-6.
- als Herausgeber mit Ulrich Engel: Gemeinschaft im Dialog. Ermutigung zum Ordensleben. Timothy Radcliffe (= Dominikanische Quellen und Zeugnisse. Band 2). Benno-Verlag, Leipzig 2001, ISBN 3-7462-1450-5.
- Der Einfluss des Thomas von Aquin auf das politische Denken des Bartolomé de Las Casas im Traktat "De imperatoria vel regia potestate". Eine theologisch-politische Theorie zwischen Mittelalter und Neuzeit  (= Philosophie. Band 42). Lit, Münster 2001, ISBN 978-0-8132-1438-2 (zugleich Dissertation, Fribourg 2000).
- als Herausgeber mit Ulrich Engel und Ugo Perone: Italienische Philosophie der Gegenwart. Ein Überblick. Alber, Freiburg/München 2004, ISBN 3-495-48107-9.
- als Herausgeber mit Ulrich Engel und Frano Prcela: Menschenrechte. Gesellschaftspolitische und theologische Reflexionen in europäischer Perspektive (= Kultur und Religion in Europa. Band 1). Lit, Berlin/Münster 2004, ISBN 3-8258-6683-1.
- als Herausgeber mit Gianni Vattimo und Richard Schröder: Christentum im Zeitalter der Interpretation. Passagen-Verlag, Wien 2004, ISBN 3-85165-671-7.
- als Herausgeber mit Ulrich Engel: Mutig in die Zukunft. Dominikanische Beiträge zum Vatikanum II (= Dominikanische Quellen und Zeugnisse. Band 10). Benno-Verlag, Leipzig 2007, ISBN 3-7462-2285-0.
- als Herausgeber mit Ulrich Engel: Kirche in Bewegung. Deutsch-niederländische Reflexionen zur Ekklesiologie aus dominikanischer Sicht. Kerk in beweging (= Kultur und Religion in Europa. Band 6). Lit, Berlin/Münster 2007, ISBN 3-8258-0567-0.
- mit Ulrich Engel: Dominikanerinnen und Dominikaner. Geschichte und Spiritualität  (= Topos-Taschenbücher. Band 709). Matthias-Grünewald-Verlag, Mainz 2010, ISBN 978-3-8367-0709-1.
- als Herausgeber mit Ulrich Engel und Angel F. Méndez Montoya: Edward Schillebeeckx. Impulse für Theologien im 21. Jahrhundert. Matthias-Grünewald-Verlag, Ostfildern 2012, ISBN 3-7867-2935-2.
- als Herausgeber mit Ulrich Engel: Dominikanische Predigt (= Dominikanische Quellen und Zeugnisse. Band 18). Benno-Verlag, Leipzig 2014, ISBN 978-3-7462-4188-3.
- Arbeit, Freizeit und Musse. Zwischen Zeitsouveränität und Entschleunigung (Kirche und Gesellschaft Grüne Reihe Nr. 446, hrsg. von der Katholischen Sozialwissenschaftlichen Zentralstelle). J.P. Bachem Medien, Köln 2018, ISBN 978-3-7616-3198-0.
- mit Thomas Dienberg und Ulrich Engel: Zeit ohne Ewigkeit. Lebensgefühl und Last des gehetzten Menschen. Grünewald Verlag, Ostfildern 2018.